# Ectropothecium brachycarpum
Ectropothecium brachycarpum är en bladmossart som beskrevs av Magill in Magill och Edmund André Charles Lois Eloi `Ted' Schelpe 1979. Ectropothecium brachycarpum ingår i släktet Ectropothecium och familjen Hypnaceae. Inga underarter finns listade i Catalogue of Life.